# Who Knows Where the Time Goes (Àlbum de Judy Collins)
Who Knows Where the Time Goes és un àlbum del 1968 de Judy Collins. Va arribar al núm. 29 en el rànquing Billboard de pop.

## Pistes
1. Hello, Hooray (Kempf) – 4:07
2. Story of Isaac (Leonard Cohen) – 3:30
3. My Father (Judy Collins) – 4:55
4. Someday Soon (Ian Tyson) – 3:43
5. Who Knows Where the Time Goes (Sandy Denny) – 4:20
6. I Pity the Poor Immigrant (Bob Dylan) – 4:04
7. First Boy I Loved (Robin Williamson) – 6:29
8. Bird on the Wire (Leonard Cohen) – 4:37
9. Pretty Polly (Tradicional) – 5:47